# Benjamin Henrichs (Fußballspieler)
Benjamin Paa Kwesi Henrichs (* 23. Februar 1997 in Bocholt-Stenern, Nordrhein-Westfalen) ist ein deutsch-ghanaischer Fußballspieler, der bei RB Leipzig unter Vertrag steht.

## Leben
Benjamin Henrichs wurde im Februar 1997 als Sohn eines Deutschen und einer Ghanaerin im nordrhein-westfälischen Bocholt geboren und besitzt neben der deutschen auch die ghanaische Staatsbürgerschaft. Er wuchs zusammen mit einer Schwester zunächst in Köln-Porz und seit seinem siebten Lebensjahr in Leverkusen auf. 2015 legte er das Abitur auf dem als Eliteschule des Sports und des Fußballs ausgezeichneten Landrat-Lucas-Gymnasium im Leverkusener Stadtteil Opladen ab.
Im August 2016 zeichnete ihn der Deutsche Fußball-Bund in der Kategorie U19-Junioren mit der Fritz-Walter-Medaille in Gold aus. Der DFB erkannte insbesondere Henrichs’ Leistungen während der Saison 2015/16 sowie bei der U19-EM 2016 an.
Im Rahmen der Länderspielreise der deutschen A-Nationalmannschaft durch die Italienische Halbinsel erhielt Henrichs am 14. November 2016 mit der Mannschaft und dem Trainerstab eine Audienz beim Oberhaupt der römisch-katholischen Kirche, Papst Franziskus, in der Vatikanstadt.

## Vereinskarriere

### Jugendspieler
Henrichs hatte bis 2004 in der Jugend der SpVg Porz-Gremberghoven im Kölner Stadtteil Porz gespielt, bevor er in die F-Jugend (U8) von Bayer 04 Leverkusen wechselte. Dort spielte er bis 2016 in Jugendmannschaften des Vereins. Im April 2015 erhielt er, wie auch seine Mannschaftskollegen Lukas Boeder und Marc Brašnić, seinen ersten Profivertrag.

### Profispieler in Leverkusen

#### Saison 2015/16
Obwohl Henrichs seit dem Saisonbeginn 2015/16 dem Kader der ersten Mannschaft angehörte, stand er in der Hinrunde seiner ersten Profisaison nur in einem Spiel im Kader, kam aber in diesem zum Einsatz: Am 20. September 2015 gab er bei der 0:3-Niederlage bei Borussia Dortmund sein Bundesliga- und Pflichtspieldebüt im Profifußball, als er in der 78. Minute für Karim Bellarabi eingewechselt wurde. Im Winterpausen-Trainingslager in Orlando, Florida wurde Henrichs in Testspielen auf beiden Außenverteidigerpositionen eingesetzt und wusste auf diesen – obwohl für ihn bis dahin ungewohnt – zu überzeugen.
Sein erstes Spiel in der Europa League absolvierte Henrichs am 18. Februar 2016 im Hinspiel des Sechzehntelfinales bei Sporting Lissabon; er wurde in der 79. Minute für Admir Mehmedi eingewechselt. Am 20. März 2016 gab er sein Startelfdebüt beim 2:0-Bundesligaauswärtssieg beim VfB Stuttgart, bei dem er über die komplette Spielzeit – und wie schon im Winter-Trainingslager – als Rechtsverteidiger eingesetzt wurde. Aufgrund von Sperren und verletzungsbedingten Ausfällen auf den Außenverteidigerpositionen kam Henrichs in der Folge zu weiteren Spielen in der Bundesliga; sein Cheftrainer Roger Schmidt lobte die Vielseitigkeit Henrichs’ und stellte ihm weitere Einsätze auf diesen Positionen in Aussicht. Bis zum Ende der Saison kam er zu insgesamt zehn Profieinsätzen, bei denen er ein Tor vorbereitete.

#### Saison 2016/17
Zu Beginn der Saison 2016/17 erarbeitete sich Henrichs einen Stammplatz auf den Außenverteidigerpositionen. Am 14. September 2016 absolvierte er sein erstes Spiel in der Champions League gegen den PFK ZSKA Moskau und bereitete beim 2:2 das erste Tor seiner Mannschaft vor. Insgesamt wirkte Henrichs in 37 von möglichen 44 Pflichtspielen mit und beteiligte sich mit insgesamt drei Vorlagen an den erzielten Toren seiner Mannschaft.
Im Mai 2017 verlängerte Henrichs seine Vertragslaufzeit in Leverkusen vorzeitig bis Mitte 2022.

#### Saison 2017/18
Schon kurz nach Beginn der Saison 2017/18, bei der mit Heiko Herrlich ein neuer Trainer an der Seitenlinie stand, verlor Henrichs seinen Stammplatz in der Mannschaft. Zwar kam er noch in 28 von 39 möglichen Spielen zum Einsatz, absolvierte aber nur in insgesamt elf dieser (darunter zwei im DFB-Pokal) über die gesamte Spielzeit; in 15 Partien wurde er eingewechselt. Henrichs beteiligte sich mit einer Vorlage in der Bundesliga an den Toren seiner Mannschaft.
Nach dem Absolvieren der Vorbereitung zur Saison 2018/19 spielte Henrichs bei der 0:2-Auswärtsniederlage bei Borussia Mönchengladbach am 25. August 2018 seine letzte Pflichtpartie für den Verein, wobei er während des Spiels eine Gelbe Karte hinnehmen musste und nach 64 Minuten für Isaac Kiese Thelin ausgewechselt wurde. Eine Berücksichtigung im Kader für das Pokalspiel beim 1. CfR Pforzheim in der Woche zuvor erfuhr Henrichs nicht.

### AS Monaco
Am 28. August 2018 wechselte Henrichs in die Ligue 1 zur AS Monaco und unterschrieb einen Fünfjahresvertrag. Am 2. September 2018 debütierte er in der Liga bei der 2:3-Heimniederlage gegen Olympique Marseille. Als Teil der Vierer- oder Fünferkette war Henrichs in seiner ersten Saison zunächst Stammspieler und kam am häufigsten auf den defensiven Außenbahnen zum Einsatz sowie vereinzelt im Mittelfeld. In der Rückrunde hatte der Verteidiger dann jedoch das Nachsehen gegenüber Fodé Ballo-Touré und Djibril Sidibé und saß häufig nur auf der Bank. Er schied mit der Mannschaft vorzeitig in den nationalen Pokalwettbewerben aus und kam mit ihr in der Champions League auf lediglich einen Punkt in der Gruppenphase. In der Liga befand sich Monaco über weite Strecken im Abstiegskampf und wurde letztendlich mit zwei Punkten Vorsprung auf den Relegationsplatz Sechzehnter. Parallel zur Mannschaftsleistung schwankte auch Henrichs' Form, was unter anderem weitere Nominierungen für den A-Nationalmannschaftskader verhinderte.
Verletzungsbedingt verpasste der Defensivspieler große Teile der Folgesaison, spielte aber, wenn er fit war, regelmäßig. Der Spielbetrieb der Ligue 1 wurde nach einer Unterbrechung aufgrund der COVID-19-Pandemie letztendlich nicht wieder aufgenommen, zu diesem Zeitpunkt stand er mit Monaco nach 28 Spieltagen auf Rang 9.

### RB Leipzig

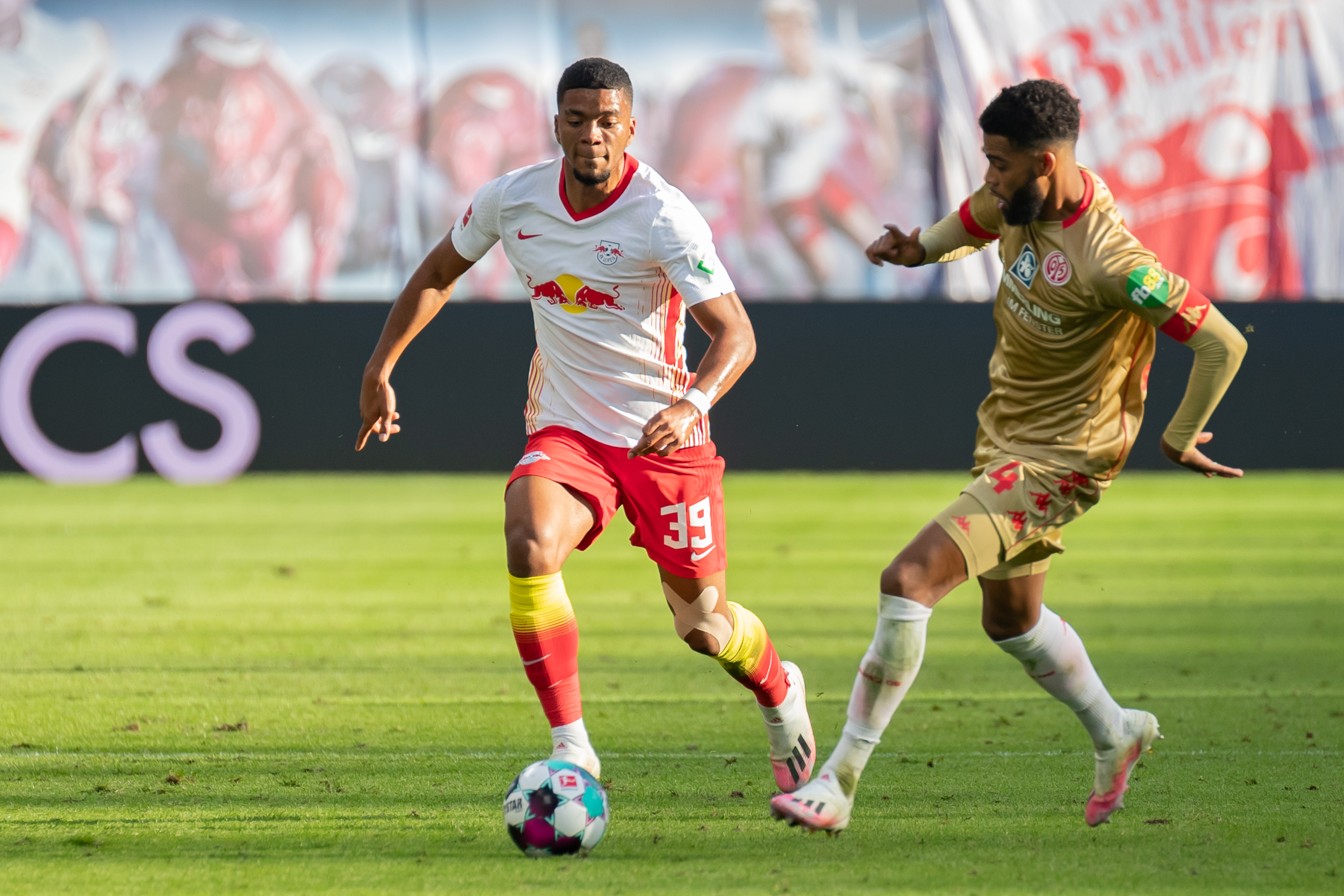
Henrichs (links) als Spieler von RB Leipzig, 2020

Zur Saison 2020/21 wechselte Henrichs für ein Jahr auf Leihbasis zu RB Leipzig. Im Anschluss besaßen die Roten Bullen eine Option zu einer festen Verpflichtung Henrichs’. Mitte April 2021 wurde diese Option genutzt und Henrichs mit einem bis zum 30. Juni 2025 laufenden Vertrag ausgestattet.

## Nationalmannschaft
Henrichs spielt seit der U15 für die Auswahlmannschaften des DFB. Aufgrund der Herkunft seiner Mutter war es ihm bis zu seinem ersten Pflichtspiel für die A-Nationalmannschaft des DFB möglich, für den ghanaischen Verband zu spielen; unter anderem weil der Verband nicht auf ihn zugekommen sei, habe er dies aber nie in Erwägung gezogen.

### U-Nationalmannschaften
Für die deutsche U15 debütierte er am 8. November 2011 bei einer 3:5-Auswärtsniederlage gegen Polens U15 und erzielte in diesem Spiel das zweite Tor der deutschen Mannschaft. Bei der U17-EM in Malta führte er die deutsche Auswahl 2014 als Mannschaftskapitän an. Er erzielte auch das einzige Tor in diesem Turnier für die deutsche Mannschaft, die nach der Gruppenphase ausschied.
Anfang Juli 2016 berief U19-Bundestrainer Guido Streichsbier Henrichs in den Kader der U19 für die EM in Deutschland. Er wurde in allen vier Spielen in der Startformation aufgeboten und nur im letzten Gruppenspiel wenige Minuten vor Ende der Partie ausgewechselt. Nach dem Erreichen des dritten Gruppenplatzes spielte Deutschland gegen die Niederlande um Platz fünf des Turniers und gewann 8:7 n. E. Henrichs verwandelte den entscheidenden sechsten Elfmeter der Deutschen und sicherte damit der deutschen U20 die Teilnahme an der WM 2017 in Südkorea.
Am 26. August 2016 wurde Henrichs von U21-Bundestrainer Stefan Kuntz erstmals in das Aufgebot der deutschen U21 berufen. Sieben Tage später debütierte er für die U21 beim 3:0-Sieg über die Slowakei mit einer Einwechslung in der 72. Minute.

### A-Nationalmannschaft

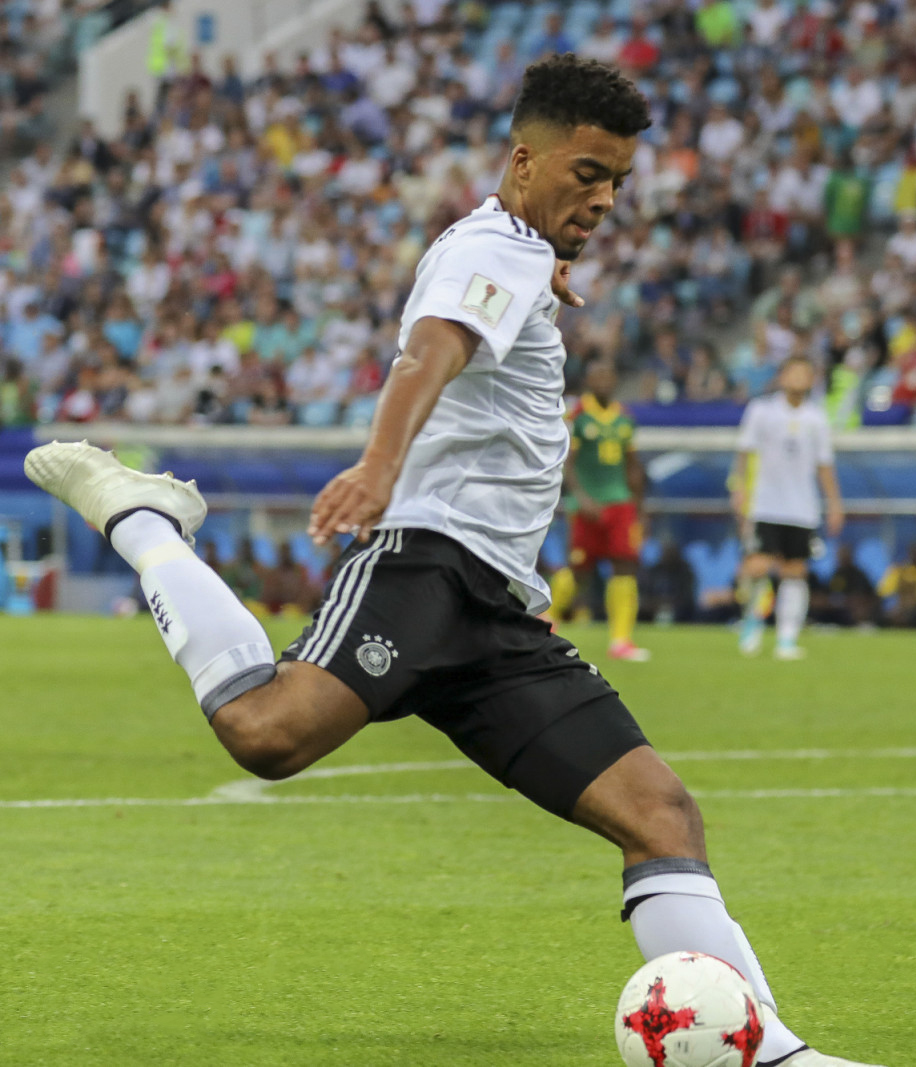
Henrichs während des Confed-Cups 2017

Anfang November 2016 wurde Henrichs von Bundestrainer Joachim Löw in den Kader der A-Nationalmannschaft für die WM-Qualifikationspartie in San Marino und das Freundschaftsspiel in Italien berufen. Im erstgenannten Spiel am 11. November 2016 debütierte er in der Startformation als Rechtsverteidiger. Die deutsche Mannschaft gewann das Spiel mit 8:0.
Für den im Juni und Juli 2017 stattfindenden Confed-Cup in Russland wurde Henrichs in das Aufgebot der deutschen Mannschaft berufen. Er kam im dritten Gruppenspiel gegen Kamerun zu einer Einwechslung und absolvierte das Halbfinale gegen Mexiko über die volle Spielzeit. In beiden Partien bereitete er je ein Tor vor. Die deutsche Mannschaft gewann anschließend durch den Sieg über Chile im Finale auch das Turnier. Nach dem Turnier wurde Henrichs direkt im Anschluss noch einmal für zwei Spiele im September 2017 in der WM-Qualifikation nominiert, anschließend berücksichtigte Löw ihn länger nicht mehr. Mehr als drei Jahre später berief Löw am 2. Oktober 2020 ihn wieder in den Kader der Nationalmannschaft.
Im Mai 2024 wurde er von Bundestrainer Julian Nagelsmann in den Kader für die Europameisterschaft im eigenen Land berufen. Henrichs stand lediglich im Achtelfinale gegen Dänemark auf dem Platz, als er für David Raum eingewechselt wurde. Deutschland schied im Viertelfinale gegen Spanien aus.

### Olympische Spiele
Anfang Juli 2021 wurde Henrichs von Stefan Kuntz in den Kader der deutschen Olympiaauswahl für das Fußballturnier der Olympischen Sommerspiele 2021 berufen. Henrichs bestritt alle drei Gruppenspiele über jeweils 90 Minuten. Nach einer Niederlage gegen Brasilien, einem Sieg gegen Saudi-Arabien und einem Remis gegen die Elfenbeinküste schied seine Olympiaauswahlmannschaft allerdings schon nach der Gruppenphase aus dem Turnier aus.

## Erfolge
Verein
- Deutscher Pokalsieger: 2022, 2023
- Deutscher Supercupsieger: 2023

Nationalmannschaft
- Confed-Cup-Sieger: 2017

Auszeichnungen
- Fritz-Walter-Medaille in Gold in der Kategorie U19-Junioren: 2016